# Викизворник
Викизворник је Википедијин сестрински пројекат који дјелује са циљем стварања збирке бесплатних оригиналних текстова, али и превода тих текстова на различите језике. Викизворник прикупља и у дигиталном формату похрањује претходно објављене текстове, између осталог романе, нефикциона дјела, писма, говоре, законе и историјске документе. Сви прикупљени текстови или су слободни за објављивање или су објављени под ГЛСД дозволом.
Пројекат не служи као мјесто прикупљања докумената које су направили корисници који на њему доприносе.